# Sympistis ragani
Sympistis ragani là một loài bướm đêm thuộc họ Noctuidae. Nó được tìm thấy ở California và tây nam Oregon.
Sải cánh dài 30–35 mm.